# Панине (Амурська область)
Панине (рос. Панино) — село у Октябрському районі Амурської області Російської Федерації. Розташоване на території українського історичного та етнічного краю Зелений Клин.
Входить до складу муніципального утворення Панінська сільрада. Населення становить 202 особи (2018).

## Історія
З 20 жовтня 1932 року входить до складу новоутвореної Амурської області.
З 1 січня 2006 року органом місцевого самоврядування є Панінська сільрада.

## Населення
| 2002 | 2010 | 2012 | 2013 | 2014 | 2015 | 2016 |
| ---- | ---- | ---- | ---- | ---- | ---- | ---- |
| 361  | ↘260 | ↘258 | ↘244 | ↘239 | ↘232 | ↘218 |
| 2017 | 2018 |      |      |      |      |      |
| ↘214 | ↘202 |      |      |      |      |      |